# Họ Du
Họ Du (danh pháp khoa học: Ulmaceae), hay còn được gọi là họ Đu, là một họ thực vật có hoa bao gồm các loài du và cử. Trong quá khứ họ này được coi là bao gồm cả sếu (còn gọi là phác hay cơm nguội, thuộc chi Celtis và các họ hàng gần), nhưng phân tích của Angiosperm Phylogeny Group cho rằng các chi này nên được đặt trong họ Gai dầu (Cannabaceae) có lẽ chính xác hơn.
Các loài trong họ này phân bổ rộng rãi trong khu vực ôn đới thuộc Bắc bán cầu, nhưng khá thưa thớt ở các khu vực khác và có lẽ không có tại khu vực Australasia. Định nghĩa đưa ra tại mục phân loại dưới đây là đề nghị của P. Stevens trên website của Angiosperm Phylogeny Group tại Vườn thực vật Missouri và bao gồm cả thông tin từ Danh sách các họ và chi thực vật có mạch của Vườn thực vật hoàng gia Kew. Theo APG, họ này chứad 6-8 chi và khoảng 35 loài.

### Miêu tả
Họ này là một nhóm các cây gỗ hay cây bụi với lá sớm rụng hay thường xanh có chứa các chất nhầy trong lá và vỏ cây. Lá của chúng là loại lá đơn với mép lá hoặc là trơn hoặc là có khía răng cưa và thường không đối xứng ở phần gốc lá, mọc so le, đôi khi sắp xếp thành hai dãy. Hoa nhỏ. Quả thuộc loại quả cánh hay quả hạch không nẻ. Chi Ulmus có nhiều loài cung cấp các loại gỗ quan trọng dùng chủ yếu vào đóng đồ gỗ. Loài du trơn (U. rubra) còn là một loại cây thuốc với các tính chất kháng viêm của lớp vỏ cây bên trong. Chi Planera chỉ có một loài cũng là cây cung cấp gỗ. Các chi Planera, Ulmus và Zelkova còn được trồng làm cây cảnh.

## Phân loại
- Ampelocera Klotzsch (bao gồm cả Plagioceltis)
- Hemiptelea Planch.
- Holoptelea Planch.
- Phyllostylon Benth.
- Planera J. F. Gmel. - du nước
- Ulmus L. - du
- Zelkova Spach. (bao gồm cả Abelicea) - cử

## Hình ảnh

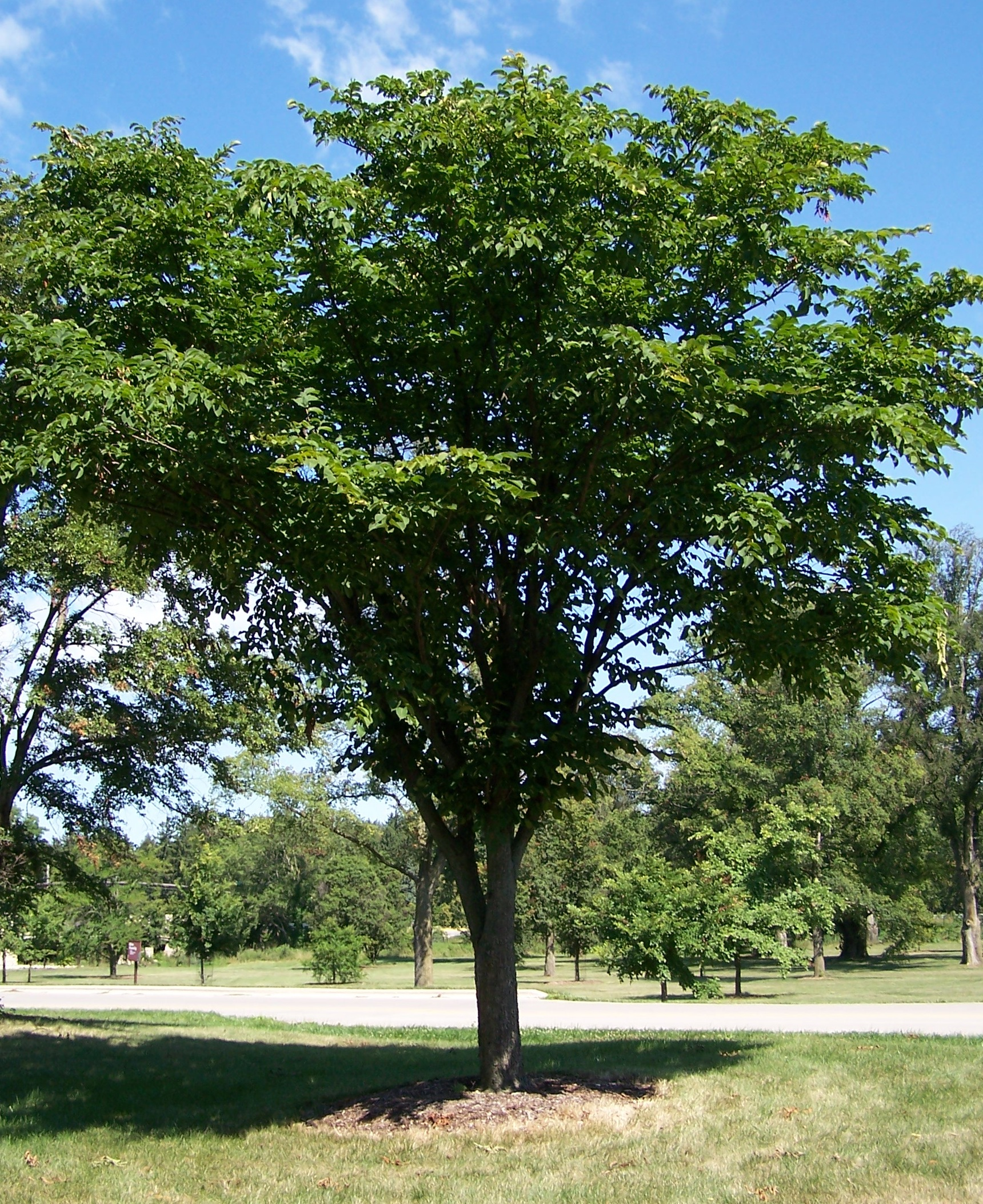
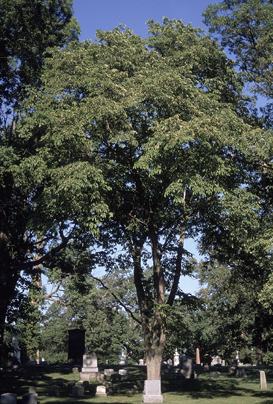
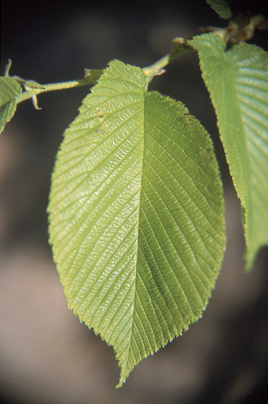
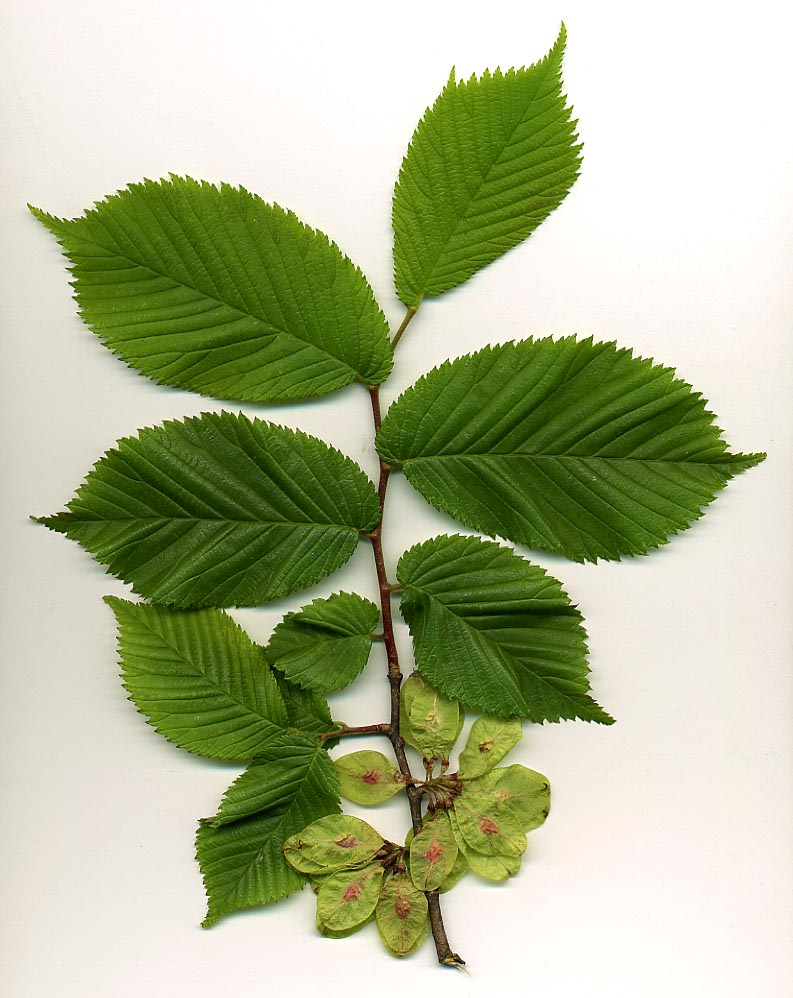